# Distretto di Yantan
Il distretto di Yantan (沿滩区S, Yántān QūP) è un distretto della Cina, situato nella provincia di Sichuan e amministrato dalla prefettura di Zigong.